# The Gamekeeper (Zvezdna vrata SG-1)
The Gamekeeper je naslov epizode znanstveno-fantastične serije Zvezdna vrata, v kateri O'Neill z ekipo SG-1 odpotuje na planet P7J989, kjer odkrije čudovit vrt in kupolo, polno čudnih kovinskih stolov. V vsakem od teh prostorov na tleh leži nezavesten človek, priključen na samo napravo. Tudi člani ekipe med preiskovanjem soban padejo v te naprave. Ko se zbudijo, spoznajo, da podoživljajo tragične dogodke svojega življenja. O'Neill tako podoživi propadlo skrivno nalogo v Vzhodni Nemčiji, kjer je njegova ekipa utrpela izgube in bila prisiljena v umik. Med prvim poskusom O'Neill opozori ekipo na ostrostrelca, ki je ekipi v preteklosti povzročil izgube, se pojavijo oboroženi nasprotniki, ki ekipi ponovno povzročijo izgube. Ne glede na to, kaj O'Neill poskuša storiti, je rezultat vedno enak.
Podobno se zgodi Danielu Jacksonu, ki se znajde v newyorškem muzeju ob svojih starših nekaj trenutkov, preden ju ob delovni nesreči pokopljejo težki kamniti bloki. Tudi on skuša na vse načine oba starša opozoriti na katastrofo, vendar je scenarij vedno tak, da mu to ne uspe. Nenadoma se pred ekipo pojavi nejasna figura, ki se imenuje Varuh. Pojasni jim, da so postali del njegove igre, ki je povezana z navidezno resničnostjo; to igro uporablja kot sredstvo, da ljudje preizkusijo svoje ideje, kaj bi lahko v življenju naredili drugače. Pove jim tudi, da je bil planet pred 1000 leti uničen v katastrofi in je neprimeren za življenje, zato preživeli ljudje svoje občutke podoživljajo le preko navidezne resničnosti.
Ekipa SG-1 zahteva, da jih Varuh izpusti in ta jim ustreže. Ekipa se vrne na zemljo, kjer jih pričaka general Hammond. Ker se general obnaša čudno in od ekipe zahteva, da se vrnejo v navidezno resničnost, kmalu ugotovijo, da jih je varuh prevaral in da so še vedno ujetniki navideznega sveta, vrnitev domov pa je le iluzija. Ker to odkrijejo, jih da general Hammond aretirati, vendar jim uspe pobegniti. Tako ljudem, priključenim v navidezno resničnost povedo, da si je njihov domači planet opomogel od katastrofe in je zdaj lep vrt. Na koncu je celotna ekipa rešena, Varuh pa jim pove, da je bila navidezna resničnost sredstvo, ki bi ljudi zaposlilo in preprečilo, da ponovno uničijo planet. Ljudje, ki so osvobojeni navidezne resničnosti tako začnejo raziskovati planet in trgati cvetje, seveda na veliko jezu Varuha.